# Фосфоенолпировиноградная кислота
Фосфоенолпировиноградная кислота (анион — фосфоенолпируват, ФЕП) — эфир фосфорной кислоты и енольной формы пировиноградной кислоты.

## Нахождение в природе
Образуется в клетках живых организмов в результате дегидратации 2-фосфоглицерата, катализируемой ферментом енолаза, находящимся в комплексе с ионом Mg2+ или Mn2+:
или в результате декарбоксилирования оксалоацетата, катализируемого фосфоенолпируват-карбоксикиназой. Образующийся при декарбоксилировании енолят-ион фосфорилируется гуанозинтрифосфатом (ГТФ) или инозинтрифосфатом.
Фосфоенолпируват участвует в связывании углерода при фотосинтезе в C4- и CAM-растениях. В процессе реакции, катализируемой фосфоенолпируват-карбоксилазой, к фосфоенолпирувату присоединяется бикарбонат-ион, превращая его в оксалоацетат, дающий начало циклу Кребса.
В процессе гликолиза фосфоенолпируват, образующийся из 2-фосфоглицерата, используется для синтеза АТФ путём переноса его фосфатного остатка на АДФ под действием пируваткиназы.
| 2-фосфо-D-глицерат | Енолаза | Енолаза | фосфоенолпируват | Пируваткиназа | Пируваткиназа | пируват |
|                    |         |         |                  |               |               |         |
|                    | H2O     | АДФ     | АТФ              |               |               |         |
|                    |         |         |                  |               |               |         |
|                    | H2O     |         |                  |               |               |         |
|                    |         |         |                  |               |               |         |
|                    | Енолаза | Енолаза |                  | Пируваткиназа | Пируваткиназа |         |

Фосфоенолпируват используется во многих реакциях биосинтеза. В частности, на начальной стадии шикиматного пути из фосфоенолпирувата и эритрозо-4-фосфата образуется дегидрохиннат, на одной из последующих стадий взаимодействие шикимат-3-фосфата с фосфоенолпируватом даёт 5-карбоксивинил-шикимат-3-фосфат, из которого элиминированием фосфат-аниона образуется хоризмовая кислота, используемая для синтеза ароматических соединений и хинонов.